# یواس‌اس یاکوتات (ای‌وی‌پی-۳۲)
یواس‌اس یاکوتات (ای‌وی‌پی-۳۲) (به انگلیسی: USS Yakutat (AVP-32)) یک کشتی بود که طول آن ۳۱۱ فوت ۸ اینچ (۹۵٫۰۰ متر) بود. این کشتی در سال ۱۹۴۳ ساخته شد.